# Post SV Düsseldorf
Der Post SV Düsseldorf ist ein Düsseldorfer Sportverein. Nach eigenen Angaben zählt er zu den "größten und erfolgreichsten Düsseldorfer Sportvereinen". Er bietet mehrere Sportarten an.

## Tischtennis
Die Tischtennisabteilung wurde 1949 gegründet. Seit 1951 war Heinz Schmidt Abteilungsleiter. Bekannt war die Damenmannschaft. Als sich 1963 der Nachbarverein TTC Schwarz-Weiß Düsseldorf (Landesliga) auflöste, wechselten mehrere Spielerinnen zum Post SV. Daraufhin stieg das Team 1964 in die Oberliga, die damals höchste deutsche Spielklasse, auf und belegte 1971 bei der Deutschen Meisterschaft den dritten Platz. 1972 war der Verein bei der Gründung der Damenbundesliga dabei. Das Gerüst des Teams bildeten damals Diane Schöler, Marianne Blasberg, Gloria Sayer (England), Erika Nolte, Gisela Fuchs, Roswitha Marx, Christa Hülser und Christa Müller. Nach zweimaligem Ab- und Wiederaufstieg verließen die Spitzenspielerinnen 1984 den Verein, der daraufhin die Mannschaft in die vierthöchste Spielklasse zurückzog. Heute (2018) gibt es keine Tischtennisabteilung mehr.
Weitere bekannte Spielerinnen waren Jutta von Diecken, Linda Howard, Birgit Lehr, Ruth Richter-Deutz (Ehefrau von Hanno Deutz), Rosemarie Seidler und Gudrun Richter-Wosik (Ehefrau von Ralf Wosik).

## Sportschießen
Im Sportschießen gehört die Gewehrschützin Jessica Mager, 2010 Weltmeisterin sowie Halleneuropameisterin und 2012 Olympiateilnehmerin London, dem Verein an.